# Fifi Brix
Fifi Brix (* 16. Dezember 1932 in Magdeburg als Lore Kowalke, nach Heirat Lore Wittek) ist eine deutsche Chansonnière, Komponistin und Autorin.

## Leben und Wirken
Nach Informationen der Schallplattenfirmen und nach einem von Fifi Brix selbst ausgefüllten Fragebogen wurde sie in Magdeburg geboren. Einige andere Quellen geben jedoch Berlin als ihren Geburtsort an, wo sie nachweislich zumindest aufgewachsen ist.
Während ihrer Ausbildung zur Konzertpianistin an der Musikschule Berlin trat sie nebenher auf kleineren Bühnen auf, da ihr Stipendium von damals 90 Mark nicht zum Leben reichte. Nach sieben Jahren Studium machte sie 1958 das Staatsexamen als Konzertpianistin und hatte im selben Jahr ihren ersten größeren öffentlichen Auftritte in Willi Schaeffers „Tingeltangel“-Kabarettkneipe. Seit 1967 trat Brix mit Soloprogrammen auf, gestaltete aber auch zusammen mit Gert Fröbe und Barbara Kuster verschiedene Duoprogramme. Im Jahre 1968 erhielt Brix den Schwabinger Kunstpreis und 1969 spielte sie unter der Regie von Heinz Dunkhase in sechs Sendungen für den NDR.
Ihren größten Bekanntheitsgrad hatte Brix während der Hoch-Zeit des deutschen Chansons in den 1960er und 1970er Jahren. In ihren Programmen kombinierte sie klassische Musik mit Texten in Berliner Dialekt.
1979 zeichnete der NDR die Sendung Play Brix im Ball Pompös mit ihr auf und strahlte sie aus. Anschließend – bis 1983 – berichtete die Presse nur noch vereinzelt über anstehende oder absolvierte Konzerte oder Tourneen.
Ab 1997 absolvierte Brix unter dem Begriff „Frauenpower“ gemeinsam mit Helga Siebert und Barbara Kuster als Trio einige Auftritte, die von der Presse wohlwollend aufgenommen wurden. Es erschien eine CD (Best Of Brix), die größtenteils einige der alten Schallplattenaufnahmen in digital überarbeiteter Form beinhaltete. Mit einem Programm gleichen Titels trat sie auch wieder solo auf. Mit dem Programm Zwei Schlampen in Blond brach sie 2000 – erneut mit Barbara Kuster – zu ihrer bisher letzten Tournee auf.

## Programme
- 1967 Play Brix
- 1971 Cocktail, mit Gert Fröbe
- 1975 Verbrixt und zugenäht
- 1978 Fifis Festspiele
- 2000 Zwei Schlampen in Blond, mit Barbara Kuster

## Filmografie
- 1960: Eine Frau fürs ganze Leben  (Regie: Wolfgang Liebeneiner)

## Tonträger
- Dufte Puppe aus Berlin. (EP) Telefunken
- sex:null. (LP) disco030
- Play Brix. (LP) Elite Special, 1969
- Live. (LP) Polydor, 1970 od. 1971
- Fifi Brix. (LP) Elite Special, 1974
- Best of Brix. (CD); Christoph Kügler, Robert F. Schneider u. a., München 1998